# 南極環流

世界の主な海流（暖流は赤、寒流は青）。南極環流は南極大陸周囲を西から東に流れている。

南極周極流（なんきょくしゅうきょくりゅう、Antarctic Circumpolar Current）または南極環流（なんきょくかんりゅう）とは、南極大陸の周りを取り囲むように東向きに流れる海流（環流）のことである。西風海流、環南極海流、周極流とも呼ばれる。

## 概要
南極周極流は地球上で最大の海流である。典型的な流速は20 cm/s、流幅が広く、厚さが3000m以上であるため、流量としては100–150スベルドラップ（Sv, 毎秒 106 m3）に達する。およそ3300万年前の新生代古第三紀、南極大陸と陸続きだった南アメリカ大陸とオーストラリア大陸が完全に南極大陸から分裂し、海が南極大陸周辺に生じ、地球の自転の影響で生まれた海流。赤道からの暖流を遮って南極大陸を急速に氷の大陸へと変えた。大まかな流れの中心は太平洋とインド洋では南緯50度付近、大西洋では南緯60度付近にある。南半球の偏西風によって主に駆動されており、南極周極流の位置は偏西風の緯度と大体一致している。他の海域の風成循環とは異なり、西岸境界流が存在しないため、偏西風が供給する東向き運動量は、海底地形に由来する形状応力とバランスしている。

## 構造

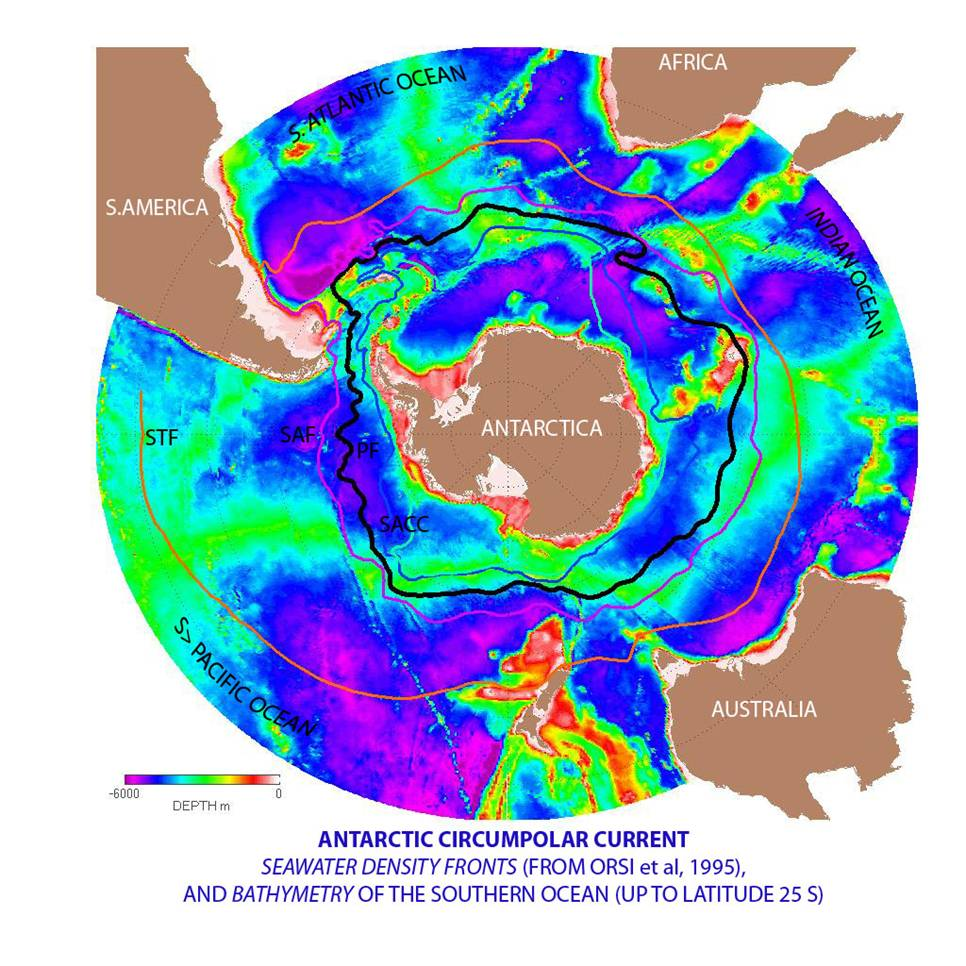
南極周極流における海洋フロントの構造。Orsi et al. (1995)に基づく。

流路は海陸分布や海底地形の影響を受けて変化する。すなわち、大西洋中央海嶺の南端、インド洋のケルゲレン海台、東太平洋海嶺の末端など海底の浅いところでは流向が北側に曲がり、これらを乗り越えると南側に曲がる。浅い海底地形の下流側では、海洋渦の形成が盛んにおこなわれ、水塊交換のホットスポットとなっている。
複数の海洋フロントに伴う東向き流ジェットによって構成されており、亜熱帯付近のSubantarctic Front (SAF)、中心付近のPolar Front (PF)、亜寒帯付近のSouthern ACC Front (SACCF)が主なフロントとして知られている。南極周極流の南限であるSouthern Boundary (SB)は、上部子午面循環の南限に対応する。南極周極流のさらに南側には、大陸棚斜面に沿って西向きに流れる南極斜面流が存在しており、南極周極流との間で時計回りの亜寒帯循環（極循環とも）を形成している。

## 気候学的な役割

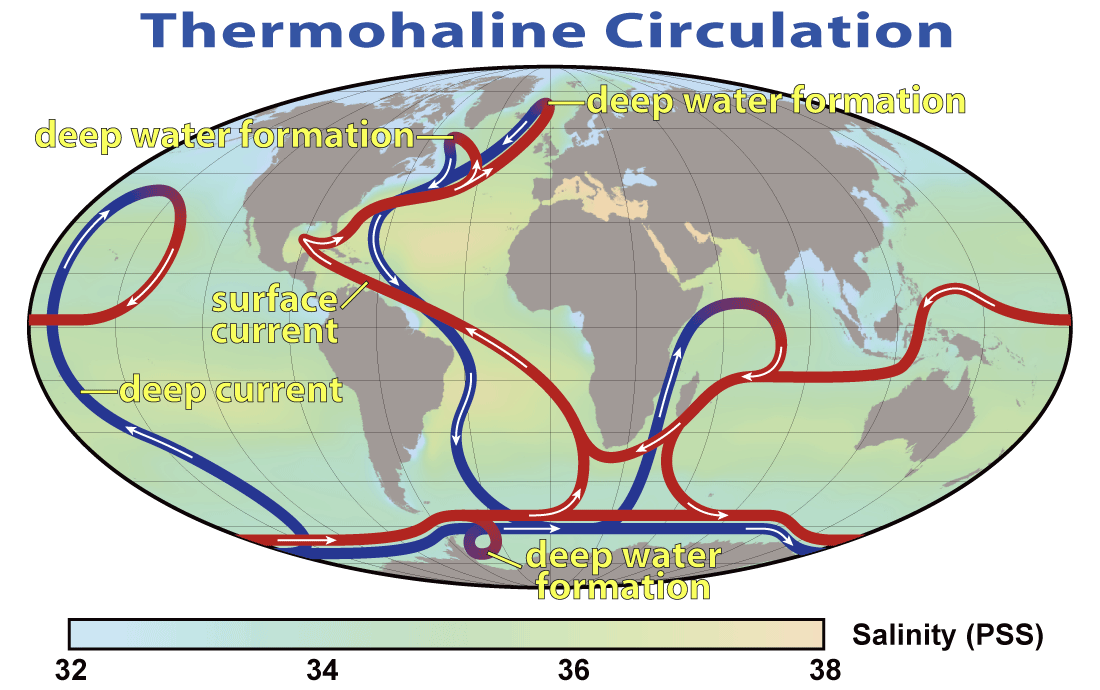
全球の海洋深層循環の模式図。

南極周極流は、太平洋・大西洋・インド洋の3つの大洋を繋ぐことで、地球上の熱と物質の再分配を担っている。具体的には、西、東オーストラリア、ペルー、フォークランド、ブラジル、アガラス海流などによって水塊の交換が行われている。南極周極流を横切る流れとして、底層では南極沿岸の海氷生産に由来する南極底層水が低緯度側へと輸送されている。一方で、中深層ではグリーンランド沖で沈み込んだ北大西洋深層水に由来する周極深層水が渦拡散などによって高緯度側へと輸送されている。したがって、南極周極流は全球の海洋深層循環（熱塩循環）の中枢であり、地球上の熱循環と炭素循環を考える上で本質的に重要である。
南極周極流によって東向きに運ばれる周極深層水は、南極沿岸域において最も高温・高塩分な水塊であるため、南極の気候を制御している。周極深層水が南極の大陸棚に流入すると、南極の棚氷の融解を引き起こす。こうして海が供給する熱が、南極氷床の融解が進行している主な原因となっている。地球温暖化に伴って偏西風が強化されることが予測されているが、風が強くなると周極深層水の極向き渦輸送を強化する可能性があるため、氷床融解への影響が懸念されている。